# Pistius kalimpus
Pistius kalimpus là một loài nhện trong họ Thomisidae.
Loài này thuộc chi Pistius. Pistius kalimpus được Benoy Krishna Tikader miêu tả năm 1970.